# إيفيلين هوي
إيفيلين هوي (بالإنجليزية: Evelyn Hoey)‏ هي ممثلة أمريكية، ولدت في 15 ديسمبر 1910 في منيابولس في الولايات المتحدة، وتوفيت في 11 سبتمبر 1935 في مقاطعة تشيستر في الولايات المتحدة.

## وصلات خارجية
- إيفيلين هوي على موقع IMDb (الإنجليزية)
- إيفيلين هوي على موقع قاعدة بيانات برودواي على الإنترنت (الإنجليزية)
- إيفيلين هوي على موقع قاعدة بيانات الفيلم (الإنجليزية)